# Jocs de la Francofonia
Els Jocs de la Francofonia (en francès Jeux de la Francophonie) són una combinació de proves esportives i artístiques on participen nacions de parla francesa i que se celebra cada quatre anys des de 1989, de manera similar als Jocs de la Commonwealth.
Hi participen atletes i artistes de 56 nacions membres de la Francofonia, inclòs el Canadà (amb tres equips, Canadà, Quebec i Nova Brunswick), Bèlgica (només participants de parla francesa), Guinea Equatorial i Suïssa. El nombre de participants arriba als 3.000 atletes.

## Edicions
| Edició | Any  | Seu                                    | Esportistes | Països |
| ------ | ---- | -------------------------------------- | ----------- | ------ |
| I      | 1989 | Casablanca i Rabat, Marroc             | 1.700       | 39     |
| II     | 1994 | París/Évry (Essonne)-Bondoufle, França | 2.700       | 45     |
| III    | 1997 | Antananarivo, Madagascar               | 2.300       | 38     |
| IV     | 2001 | Ottawa-Hull, Canadà                    | 2.400       | 51     |
| V      | 2005 | Niamey, Níger                          | 2.500       | 44     |
| VI     | 2009 | Beirut, Líban                          | 2.500       | 40     |
| VII    | 2013 | Niça, França                           | 2.700       | 54     |
| VIII   | 2017 | Abidjan, Costa d'Ivori                 | 4.000       | 49     |
| IX     | 2023 | Kinshasa, R.D. del Congo               | 3.000       | 36     |
| X      | 2027 | Yerevan, Armènia                       |             |        |

## Proves a l'edició del 2005
| Esports - Atletisme - Basquetbol - Boxa - Futbol - Judo - Tennis de taula - Lluita (estil tradicional, demostració) | Cultura - Cançó - Contes - Dansa tradicional - Poesia - Pintura - Fotografia - Escultura |